# Rebecca Orendorz
Rebecca Orendorz, geb. Graeve, (* 28. April 1993 in Iserlohn) ist eine ehemalige deutsche Eishockeyspielerin, die über viele Jahre für die EC Bergkamener Bären und den ESC Planegg in der Fraueneishockey-Bundesliga spielte. Zudem gehörte sie zwischen 2010 und 2022 der deutschen Frauen-Nationalmannschaft an, mit der sie 2016 aus der Division IA in die Top-Division der Weltmeisterschaft aufstieg. Ihr Mann Dieter Orendorz ist ebenfalls Eishockeyspieler.

## Karriere
Rebecca Orendorz begann mit dem Eishockeysport im Alter von fünf Jahren im Nachwuchsbereich des Iserlohner EC. Sie spielte dort bis 2013 vor allem mit männlichen Altersgenossen, unter anderem in der Schüler- und Jugend-Bundesliga. Parallel dazu kam sie ab 2006 bei den EC Bergkamener Bären in der Fraueneishockey-Bundesliga zum Einsatz und gewann mit diesem 2007 den DEB-Pokal. Vor der Saison 2021/22 zog sie ins Allgäu und spielte anschließend für den ESC Planegg. 2022 beendete sie ihre Karriere.
2020 heiratete sie Dieter Orendorz und nahm dessen Nachnamen an. 2023 wurde sie Mutter einer Tochter.

### International
Während der Saison 2007/08 wurde Graeve erstmals für die U18-Nationalmannschaft nominiert und nahm mit dieser an den U18-Frauen-Weltmeisterschaften 2009, 2010 und 2011 teil. Während der Saison 2009/10 debütierte sie für die deutsche Frauen-Nationalmannschaft und gehörte ab 2010 fest zum Kader des Nationalteams.
Ihre erste Frauen-Weltmeisterschaft war die Weltmeisterschaft 2012. Anschließend schaffte sie es zwei Jahre nicht in den WM-Kader, ehe sie an der Weltmeisterschaft 2015 teilnahm. Am Ende des Turniers folgte für Graeve und das Nationalteam der Abstieg in die Division IA, aus der ein Jahr später der Wiederaufstieg in die Top-Division gelang.
Weitere Einsätze hatte Graeve bei den Weltmeisterschaften 2017, 2019 und 2021 sowie den Olympia-Qualifikationsturnieren 2017 und 2021. Mit über 170 Länderspielen gehört sie zu den Rekordspielern der deutschen Frauennationalmannschaft.

## Erfolge und Auszeichnungen
- 2007 Gewinn des DEB-Pokals mit dem EC Bergkamener Bären
- 2016 Aufstieg in die Top-Division bei der Weltmeisterschaft der Division I

## Karrierestatistik
(Legende zur Spielerstatistik: Sp oder GP = absolvierte Spiele; T oder G = erzielte Tore; V oder A = erzielte Assists; Pkt oder Pts = erzielte Scorerpunkte; SM oder PIM = erhaltene Strafminuten; +/− = Plus/Minus-Bilanz; PP = erzielte Überzahltore; SH = erzielte Unterzahltore; GW = erzielte Siegtore; 1 Play-downs/Relegation; Kursiv: Statistik nicht vollständig)